# عبادة (ممارسة دينية)

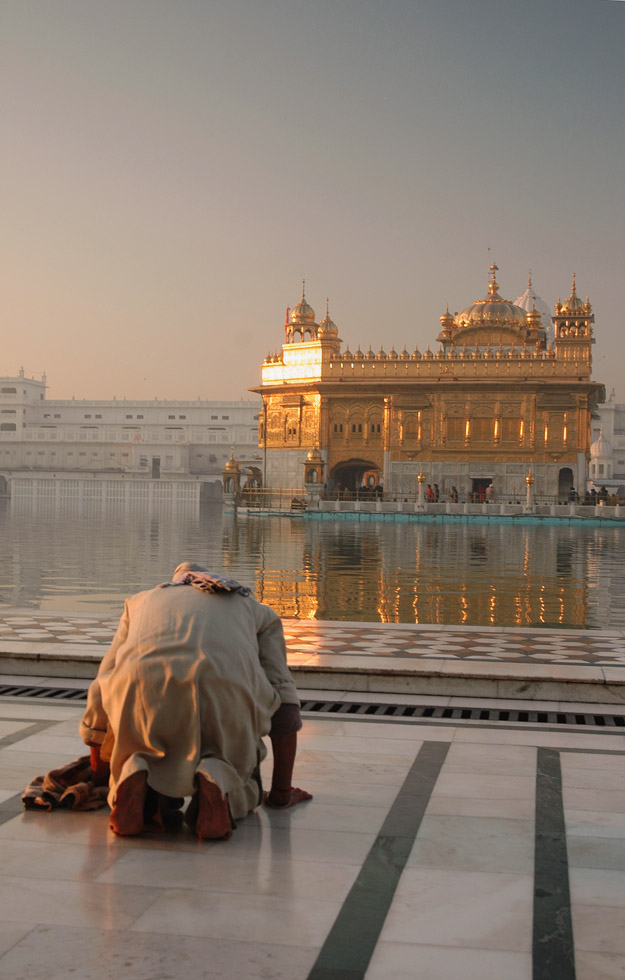

العبادة (باللاتينية: cultus) والتي تعني «الرعاية» المُستحقة للآلهة والمعابد والمزارات أو الكنائس، تتجسد في الطقوس والمراسم. إن وجودها الحالي أو السابق موجود بشكل ملموس في المعابد والأضرحة والكنائس، وصور العبادة، بما في ذلك صور العبادة والعروض النذرية في المواقع الانتخابية . 